# 圣艾蒂安昂科格勒
圣艾蒂安昂科格勒（法語：Saint-Étienne-en-Coglès，法語發音：[sɛ̃t‿etjɛn ɑ̃ kɔɡl]，发音同“Saint-Étienne-en-Cogles”）是法国伊勒-维莱讷省的一个旧市镇，位于该省东北部，属于富热尔-维特雷区。2017年1月1日，圣艾蒂安昂科格勒和相邻的圣布里斯昂科格勒合并为新市镇梅恩罗克。

## 地理
圣艾蒂安昂科格勒（48°24'13"N, 1°19'30"W）面积22.65 平方千米，位于法国布列塔尼大區伊勒-维莱讷省，该省份为法国西北部沿海省份，位于布列塔尼半岛东部，北濒大西洋，西接阿摩尔滨海省和莫尔比昂省，南至大西洋卢瓦尔省，西南端接曼恩-卢瓦尔省，东临马耶讷省，东北与芒什省接壤。
与圣艾蒂安昂科格勒接壤的市镇（或旧市镇、城区）包括：巴耶、蒙图尔、圣日耳曼昂科格勒、圣伊莱尔德朗德、圣索沃尔德朗德、拉塞勒昂科格勒、圣布里斯昂科格勒。
圣艾蒂安昂科格勒的时区为UTC+01:00、UTC+02:00（夏令时）。

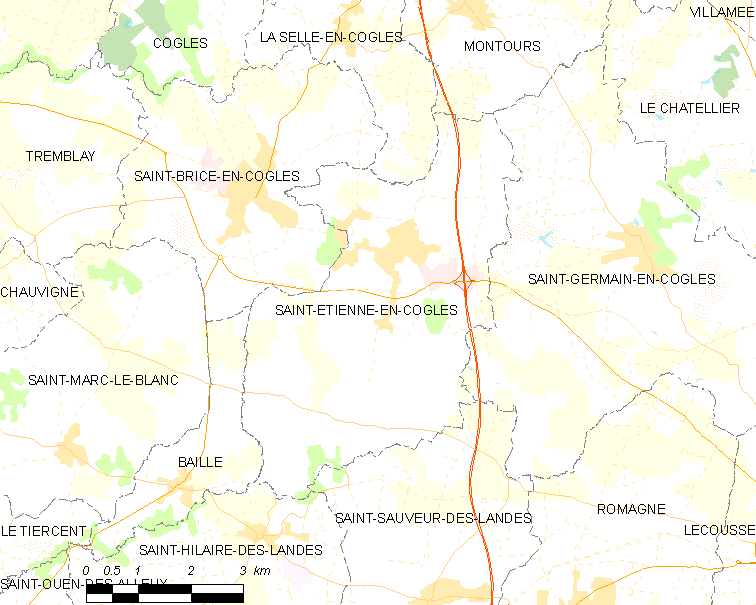
圣艾蒂安昂科格勒的OSM定位图

## 行政
圣艾蒂安昂科格勒的邮政编码为35460，INSEE市镇编码为35267。

## 政治
圣艾蒂安昂科格勒所属的省级选区为瓦勒库埃农县。

## 人口

1962-2008年间圣艾蒂安昂科格勒人口变化图示

圣艾蒂安昂科格勒于2018年1月1日时的人口数量为1853人。